# Richard Kund

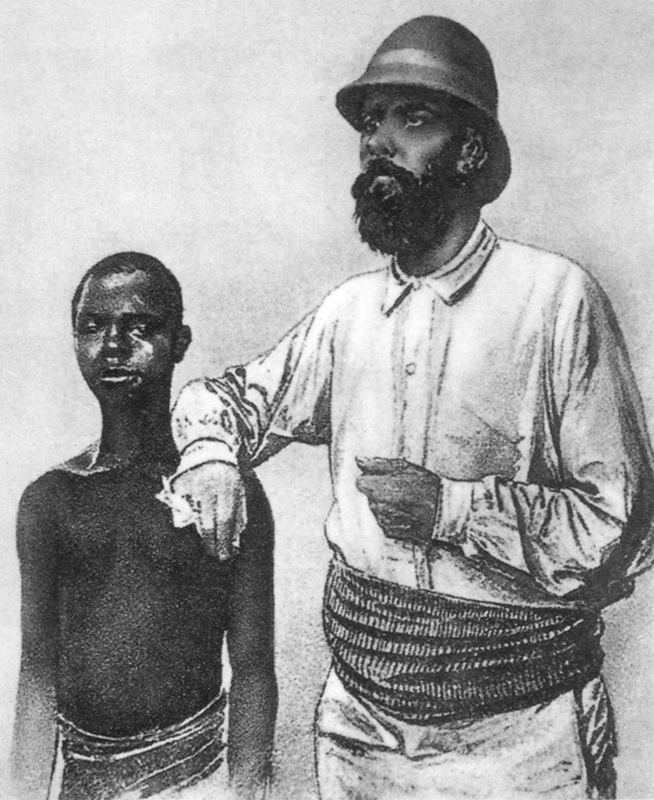
Richard Kund

Richard Kund (* 19. Juni 1852 in Zielenzig, Neumark; † 31. Juli 1904 in Sellin, Rügen) war deutscher Offizier und Forschungsreisender.

## Leben
Kund nahm als Leutnant im Auftrag der Afrikanischen Gesellschaft an einer Forschungsreise von Hans Tappenbeck im südlichen Kongogebiet teil. 1887 war er an der vom Auswärtigen Amt ausgesandten Südkamerun-Forschungsexpedition beteiligt und gründete 1888 gemeinsam mit Tappenbeck die wissenschaftliche Forschungsstation Jaunde (heute Yaoundé, die Hauptstadt der Republik Kamerun). Ziel der Expedition war neben der Erforschung des Hinterlandes der deutschen Kolonie Kamerun die Durchbrechung der Monopolstellung des einheimischen Transferhandelsystems, um europäischen Kaufleuten den direkten Zugang zu den Produzenten und Konsumenten des Binnenlandes zu ermöglichen.
Kund verließ Kamerun 1889 aus gesundheitlichen Gründen, wurde im März 1890 vom Kommando zum Auswärtigen Amt enthoben und zum Großen Generalstab versetzt. Nach Tappenbecks Tod wurde er als Leiter der Batanga-Expedition noch einmal kurzzeitig nach Afrika kommandiert. Er konnte die Reise selbst aber nicht mehr durchführen, sondern musste krankheitsbedingt nach Europa zurückkehren und wurde durch Kurt von Morgen ersetzt. 1891 nahm er seinen Abschied. In dem Jahr hinterließ er ebenfalls eine Vielzahl an Objekten dem Völkerkundemuseum Berlin. 1899 wurde er zum Major ernannt.
Kund war Träger der silbernen Karl-Ritter-Medaille der Gesellschaft für Erdkunde zu Berlin (1890).
Richard Kund war der Onkel von Herbert Kund, der sich 1904–1907 in Kamerun befand.